# میکی ناکس
میکی ناکس (انگلیسی: Mickey Knox؛ ‏ ۲۴ دسامبر ۱۹۲۱ – ۱۵ نوامبر ۲۰۱۳) بازیگر، فیلم‌نامه‌نویس، تهیه‌کننده فیلم و رمان‌نویس اهل ایالات متحده آمریکا بود. نام وی در دوران مک‌کارتیسم در فهرست سیاه قرار داشت.

## گزیدهٔ نقش‌آفرینی‌ها
- پدرخوانده: قسمت سوم
- فراتر از قانون
- طولانی‌ترین روز
- فرانکشتاین نامحدود
- فاتحان
- لانسکی
- بابی دیرفیلد
- چشم‌اندازی از پل
- بزرگ‌ترین شیادان عالم
- ترس از صحنه
- تنهایی قدم می‌زنم
- یازده روز، یازده شب
- اوج التهاب
- بیرون دیوار
- زن، سکس و سوپرمن
- اینچئون
- بانوی تنها
- سنگ قتل
- ارواح نمی‌توانند این کار را بکنند